# Se dig om i vrede (film)
Se dig om i vrede (originaltitel: Look Back in Anger) är en brittisk socialrealistisk dramafilm från 1959 i regi av Tony Richardson. Filmens manus skrevs av Nigel Kneale och John Osborne, baserat på teaterpjäsen av Osborne med samma titel från 1956. Rollerna spelas av bland andra Richard Burton, Claire Bloom och Mary Ure.

## Medverkande (urval)
- Richard Burton – Jimmy Porter
- Claire Bloom – Helena Charles
- Mary Ure – Alison Porter
- Edith Evans – Ma Tanner
- Gary Raymond – Cliff Lewis
- Glen Byam Shaw – Colonel Redfern
- Phyllis Neilson-Terry – Mrs. Redfern
- Donald Pleasence – Hurst, the market inspector